# Mistrzostwa Nordyckie w Zapasach 2016
Mistrzostwa odbyły się w stolicy Estonii, Tallinnie, w dniach 28 - 29 maja.

## Tabela medalowa
Gospodarz zawodów został zaznaczony kolorem.
| Poz. | Państwo   |    |    |    | Łącznie |
| ---- | --------- | -- | -- | -- | ------- |
| 1    | Szwecja   | 5  | 2  | 1  | 8       |
| 2    | Finlandia | 2  | 2  | 6  | 10      |
| 3    | Estonia   | 2  | 1  | 2  | 5       |
| 4    | Dania     | 2  | 1  | 0  | 3       |
| 5    | Norwegia  | 1  | 3  | 1  | 5       |
| .    | Łotwa     | 1  | 3  | 1  | 5       |
|      | Łącznie   | 13 | 12 | 11 | 36      |

## Mężczyźni

### Styl klasyczny
| Konkurencja         | Złoto               | Srebro            | Brąz                 |
| Kategoria do 59 kg  | Ardit Fazljija      | Mikkel Lassen     | Juuso Latvala        |
| Kategoria do 66 kg  | Fredrik Bjerrehuus  | Danielo Di Feola  | Mikko Peltokangas    |
| Kategoria do 71 kg  | Tero Halmesmäki     | Brage Ringheim    | Daniel Soini         |
| Kategoria do 75 kg  | Mark Madsen         | Jevgeņijs Koļcovs | Tobias Bekk Johansen |
| Kategoria do 80 kg  | Alexandros Kessidis | Česlavs Bestenis  | Jarno Ålander        |
| Kategoria do 85 kg  | Emil Sandahl        | Eerik Aps         | Iļja Rešetņikovs     |
| Kategoria do 98 kg  | Ardo Arusaar        | Pontus Lund       | Elias Kuosmanen      |
| Kategoria do 130 kg | Heiki Nabi          | Oskar Marvik      | ----                 |

## Kobiety

### Styl wolny
| Konkurencja        | Złoto          | Srebro              | Brąz                |
| Kategoria do 53 kg | Janika Vakkila | Violeta Ponomarjova | Annimaria Aho       |
| Kategoria do 58 kg | Emma Johansson | Jenna Sihtola       | Anastassia Krasnova |
| Kategoria do 63 kg | Moa Nygren     | Karita Kohtala      | Kaisa Muutra        |
| Kategoria do 69 kg | Laura Skujiņa  | Iselin Solheim      | Noora Korpi         |
| Kategoria do 75 kg | Selma Pedersen | ----                | ----                |